# Srabani Sen
Srabani Sen, también escrito como Sraboni Sen (bengalí: শ্রাবণী সেন), es una cantante india, intérprete de la música bengalí.

## Biografía
Ella fue educada en la escuela Patha Bhavan en Calcuta. Más adelante estudió geografía en la universidad de  Gokhale Memorial Girls' College, una institución solo para mujeres afiliada a la prestigiosa Universidad de Calcuta y obtuvo un título de posgrado en la misma universidad. Ella comenzó su carrera profesional como periodista para la revista bengalí Manorama, antes de optar por una carrera de tiempo completo en la música.
Ella es hija de la cantante Sumitra Sen y es la hermana menor de Indrani Sen.

## Premio
En el 2000, fue galardonada con el premio " B.F.J.A award for the best female playback singer", por su interpretación conmovedora de " Rabindra Sangeet Amala Dhabala Paaley" en la película del director Rituparno Ghosh, titulada "Utsab".